# Puente Ñuble (localidad)
Puente Ñuble es un pueblo ubicado en la Comuna de San Nicolás, en la Provincia de Punilla de la Región de Ñuble, en Chile. Según el censo chileno de 2017, posee 2044 habitantes. Su nombre proviene tanto del puente que cruza el río Ñuble como del río mismo, que son los elementos más icónicos del área. 

## Historia
La fundación de Puente Ñuble se remonta al asentamiento de los llamados "calicheros" a mediados del siglo XIX, quienes llegaron al lugar y contribuyeron al crecimiento de la comunidad. 
La localidad ha experimentado un desarrollo paulatino en términos de infraestructura. En cuanto a los caminos, desde mediados del siglo XX se ha prestado atención a la mejora de las vías de acceso a Puente Ñuble. En 1949 se realizaron inversiones para la reparación del camino que conecta la localidad con San Nicolás, especialmente tras los daños causados por los temporales de invierno. En 1954, Puente Ñuble fue incluida en la red de alumbrado público tras un acuerdo entre la Municipalidad de San Nicolás y ENDESA. Este avance fue crucial para el progreso de la comunidad. Posteriormente, en la década de 1970, se iniciaron las gestiones para que la Tenencia de Carretera Puente Ñuble pasara a formar parte de la comuna de San Nicolás, lo que representó un impulso económico y de seguridad para la localidad.
En la década de 1980, bajo la dirección del Pastor Cartes de la Iglesia Metodista Pentecostal, se construyó un templo en la localidad, junto con otros templos en los sectores cercanos de Dadinco, Coipín y Manzanal.